# Gare de Brignoles
La gare de Brignoles est une gare ferroviaire française de la ligne de Carnoules à Gardanne, située à proximité du centre-ville de Brignoles, dans le département du Var, en région Provence-Alpes-Côte d'Azur.
Cette ancienne gare SNCF est sans trafic ferroviaire régulier. Seul, le Train touristique du centre-Var assure depuis l'été 2001 une desserte touristique depuis Carnoules-les-Platanes.

## Situation ferroviaire
Établie à 215 mètres d'altitude, la gare est située au point kilométrique (PK) 23,726 de la ligne de Carnoules à Gardanne, entre la gare de Camps-les-Brignoles et la halte des Censies.

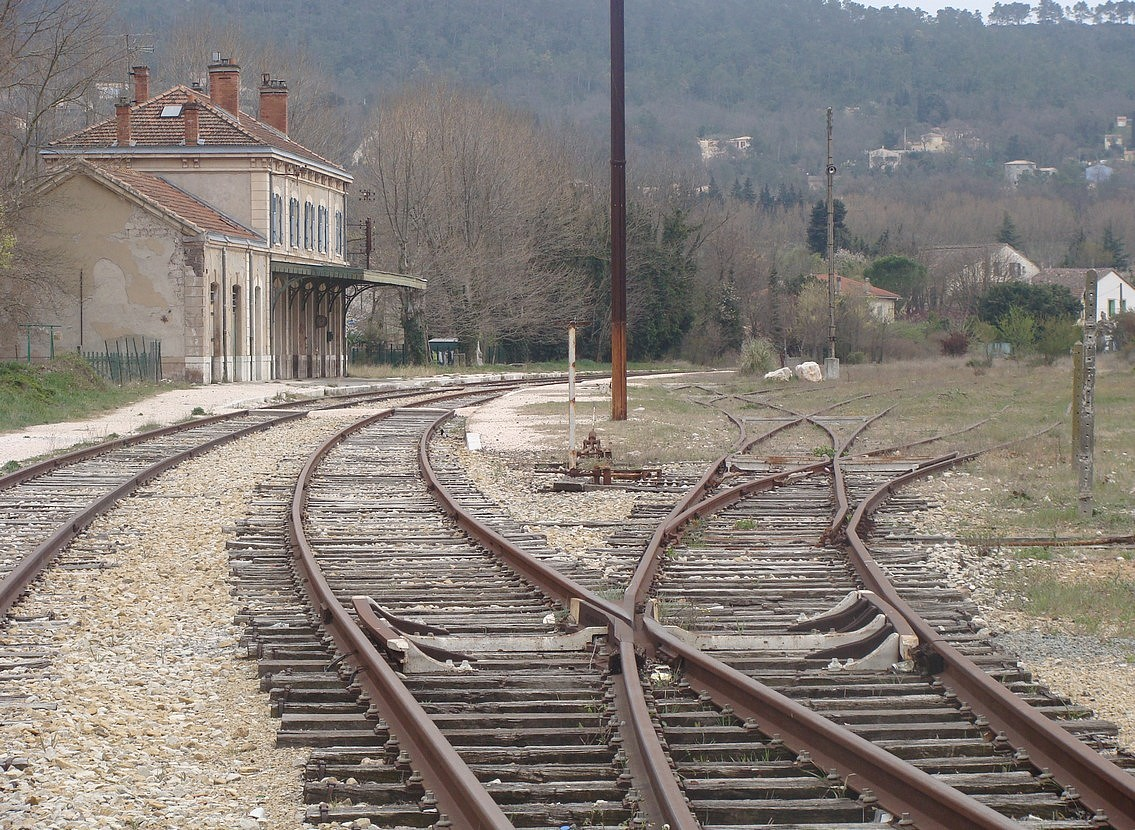
La gare, son faisceau de voies et le bâtiment voyageurs.

## Histoire
Mise en service par le PLM - Compagnie des chemins de fer de Paris à Lyon et à la Méditerranée en 1880, la gare de Brignoles fut fermée au trafic voyageurs en 1939.

## Service des voyageurs

### Accueil
Le bâtiment voyageurs accueillait jusqu'en 2015 une boutique SNCF, avec un guichet ouvert en semaine,. La boutique a fermé ses portes fin novembre 2015.

### Desserte
Gare SNCF fermée au trafic voyageurs depuis 1939.

## Service train touristique
Le Train touristique du centre-Var assure depuis l'été 2001 une desserte touristique entre Carnoules-les-Platanes et Brignoles.

## La gare au cinéma
En 2010, la gare de Brignoles est choisie par l'équipe de repérages du film, pour tourner certaines scènes de La Fille du puisatier, le premier film de Daniel Auteuil en tant que réalisateur. À cette occasion, la locomotive à vapeur 141 R 1126 de l'ACPR est venue de Toulouse pour tourner les scènes de départ et de retour du train.